# 蟹江七本槍
蟹江七本槍（羅馬字：Kanieshichihonyari）是在1555年進攻蟹江城之際活躍的松平廣忠麾下7名家臣被顯彰而出現的稱呼。

## 蟹江七本槍
- 大久保忠員（1511年－1582年）
- 大久保忠勝（忠俊）（1499年－1581年）
- 大久保忠世（1532年－1594年）
- 大久保忠佐（1537年－1613年）
- 阿部忠政（1531年－1607年）
- 杉浦鎮貞（吉貞）（？－？）
- 杉浦鎮榮（勝吉）（？－？）[2]